# Gnathochorisis austrinus
Gnathochorisis austrinus là một loài tò vò trong họ Ichneumonidae.